# Haugen (Hügel)
Der Haugen (norwegisch für Hügel) ist ein 2215 m hoher Nunatak im ostantarktischen Königin-Maud-Land. Er ragt östlich des Sarkofagen im Borchgrevinkisen auf.
Wissenschaftler des Norwegischen Polarinstituts benannten ihn 1968.